# Papilio elwesi
Der Schwalbenschwanz-Falter Papilio elwesi ist ein Schmetterling aus der Familie der Ritterfalter (Papilionidae). Charakteristisch sind die Hinterflügel mit je einem breiten „Schwanz“.  Die Tiere dieser Art leben in China und in Vietnam; sie sind dort endemisch. Seit dem Jahr 2000 ist die Art wegen ihrer Seltenheit in China geschützt.
Die Larvenstadien (Raupen) fressen an Lorbeergewächsen und Magnoliengewächsen.
Der Name der Art erinnert an Henry John Elwes, einen britischen Botaniker und Entomologen.

## Genetik
Am 2. Oktober 2021 wurden zwei Puppen von P. elwesi gesammelt. Die DNA-Sequenzierung eines dieser Tiere ergab 58,51 Mb (Megabasen) als Genom-Größe. Davon konnten 97,59 % in silico 31 Großmolekülen zugeordnet werden. Dieses Ergebnis entspricht dem haploiden Chromosomensatz von dreißig Autosomen und einem Z-Chromosom, als Karyotyp-Formel „1n = 31, Z“ geschrieben. Das geschlechtsbestimmende Element, das Z-Chromosom, wird als Nummer 31 gezählt. Die 30 Autosomen sind nach abnehmender Molekülgröße geordnet.
Die molekulare Analyse ergab 13.681 proteinkodierende und 1.296 nicht kodierende Gene.
Die Bestimmung des weiblichen Geschlechts geschieht bei P. elwesi haploid durch nur ein Z-Chromosom. Die Männchen werden diploid durch ZZ bestimmt. Damit weicht dieses System von dem der meisten Schmetterlinge ab, deren Geschlechtsbestimmung durch das ZW/ZZ-System geschieht. Wegen dieser Besonderheit ist es gleichgültig, ob die für die DNA-Sequenzierung verwendete Puppe weiblich oder männlich war.
Die Daten des Genoms von P. elwesi sind  abgelegt im China National Center for Bioinformation-National Genomics Data Center (CNCB-NGDC) mit der Projekt-Nummer PRJCA012581. Allgemein zugänglich sind die Daten bei Figshare.

## Ähnliche Arten
- Papilio eurymedon
- Papilio glaucus
- Papilio multicaudatus
- Papilio pilumnus
- Papilio rutulus